# Phellinus neocallimorphus
Phellinus neocallimorphus är en svampart som beskrevs av Gibertoni & Ryvarden 2004. Phellinus neocallimorphus ingår i släktet Phellinus och familjen Hymenochaetaceae.   Inga underarter finns listade i Catalogue of Life.